# 阿伯小花介
阿伯小花介（学名：Cytherelloidea abei）为小浪花介科小花介屬下的一个种。